# Aston Martin DB7
La Aston Martin DB7 è una granturismo presentata in versione coupé al salone dell'automobile di Ginevra nel marzo 1993 e costruita dalla casa automobilistica britannica Aston Martin dal settembre 1994 al dicembre 2003. Si tratta del modello Aston Martin più venduto, con oltre 7 000 esemplari consegnati fino all'avvento dell'erede, DB9.
La vettura, disegnata da Ian Callum, era disponibile sia in versione coupé sia in versione cabriolet.

## Descrizione

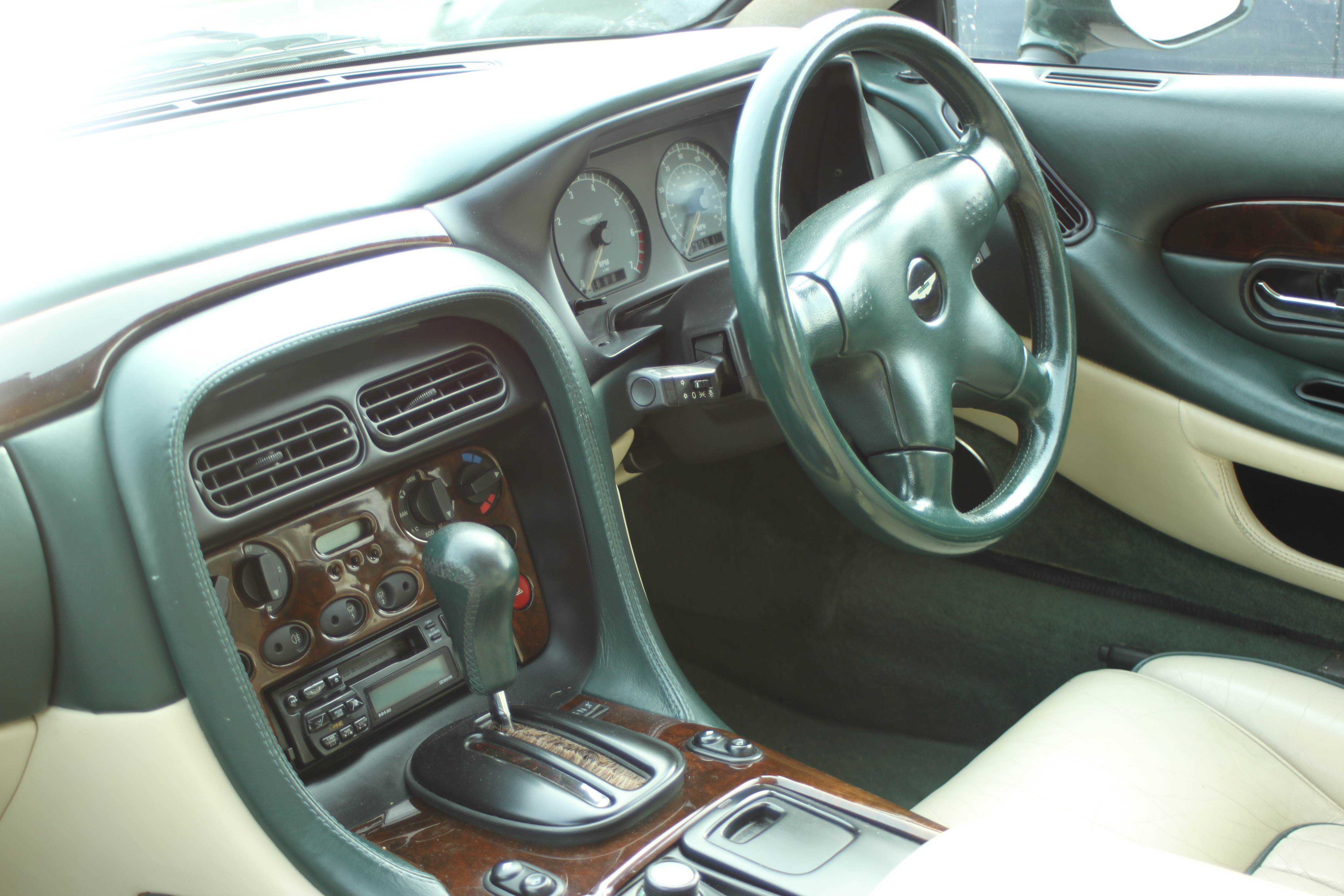
Interni

La DB7, conosciuta internamente come progetto NPX, è stata posizionata sotto l'Aston Martin V8, senza andare a sostituire alcun modello preesistente.
Il progetto è stato fatto principalmente con le risorse della Jaguar e ha avuto la protezione finanziaria di Ford Motor Company, proprietaria di Aston Martin dal 1988. La piattaforma è uno sviluppo di quella della Jaguar XJ-S, pur con molti cambiamenti.
L'auto è stata prodotta a Bloxham, Oxfordshire, una fabbrica completamente nuova, mentre la produzione della Aston Martin Virage continuava a Newport Pagnell.
La versione cabriolet, la Volante, è stata presentata al salone dell'automobile di Detroit nel 1996.

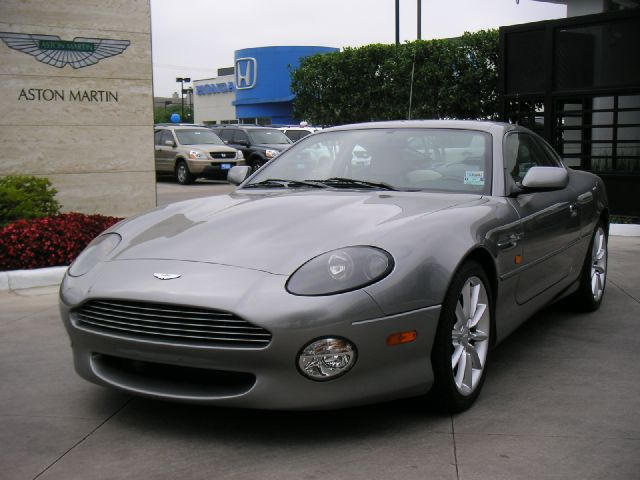
DB7 Vantage Coupé

Entrambe le versioni hanno un motore (335 CV) 6 cilindri sovralimentato.
Negli Stati Uniti, gli importatori hanno fornito un pacchetto speciale "Driving Dynamics", che ha aumentato notevolmente le prestazioni e la guida rispetto alla configurazione standard.

## V12 Vantage
Nel 1999 è stata presentata al Salone dell'automobile di Ginevra la più potente DB7 V12 Vantage.

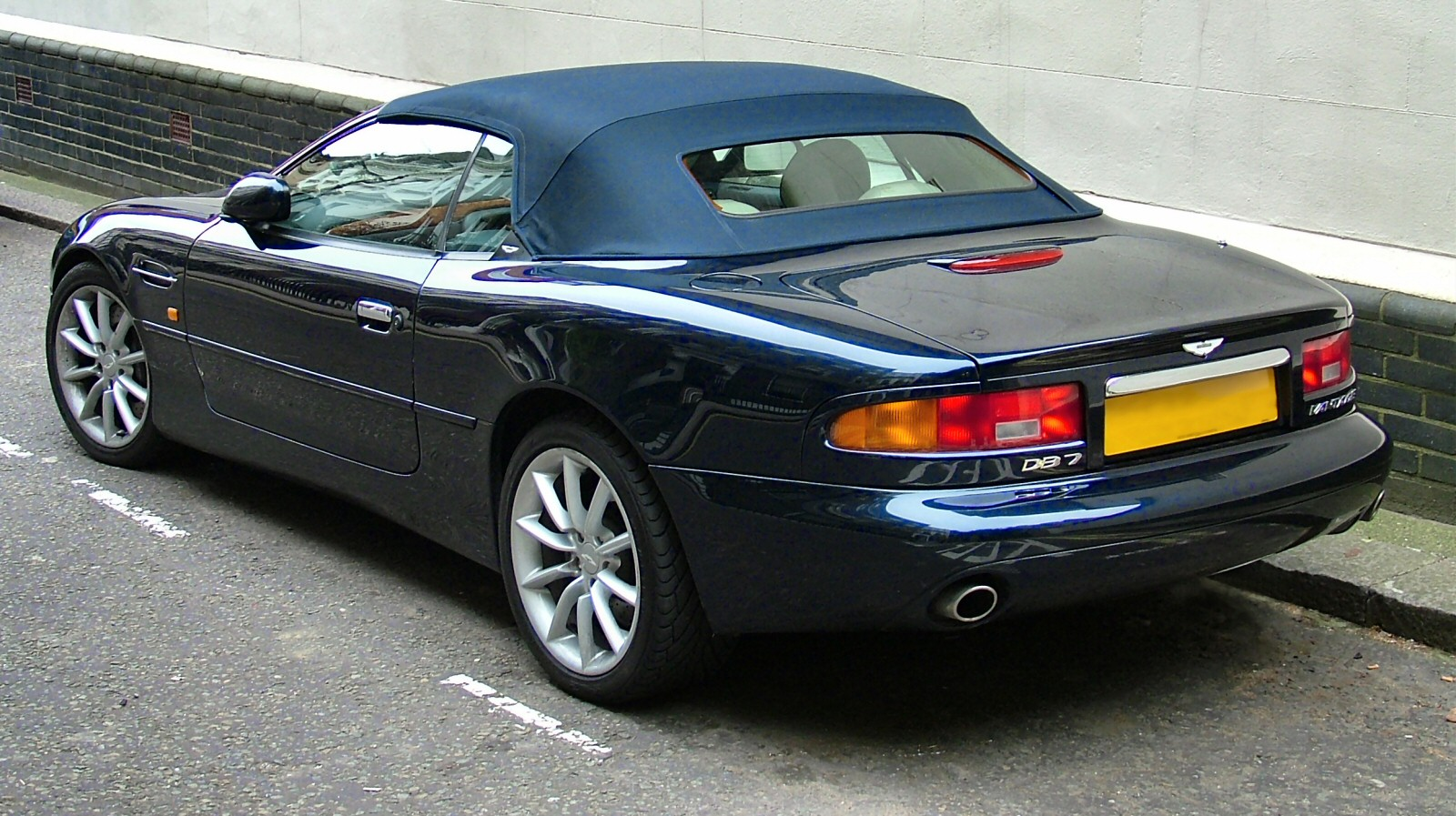
DB7 Vantage Volante

La principale novità è relativa al motore: un V12 (420 CV e 542 Nm di coppia motrice) di 6 litri di cilindrata, il rapporto di compressione era di 10.3:1.
Era disponibile con un cambio Tremec T-56 a sei marce manuale o uno ZF 5HP30 cinque marce automatico.
Ha una velocità massima superiore ai 299 km/h con cambio manuale o di 266 km/h con cambio automatico, e accelera da 0 a 100 km/h in cinque secondi. Dopo il lancio della Vantage, le vendite del DB7 (6 cilindri con compressore volumetrico) si ridussero rapidamente e la produzione si concluse a metà del 1999.

## V12 GT e GTA

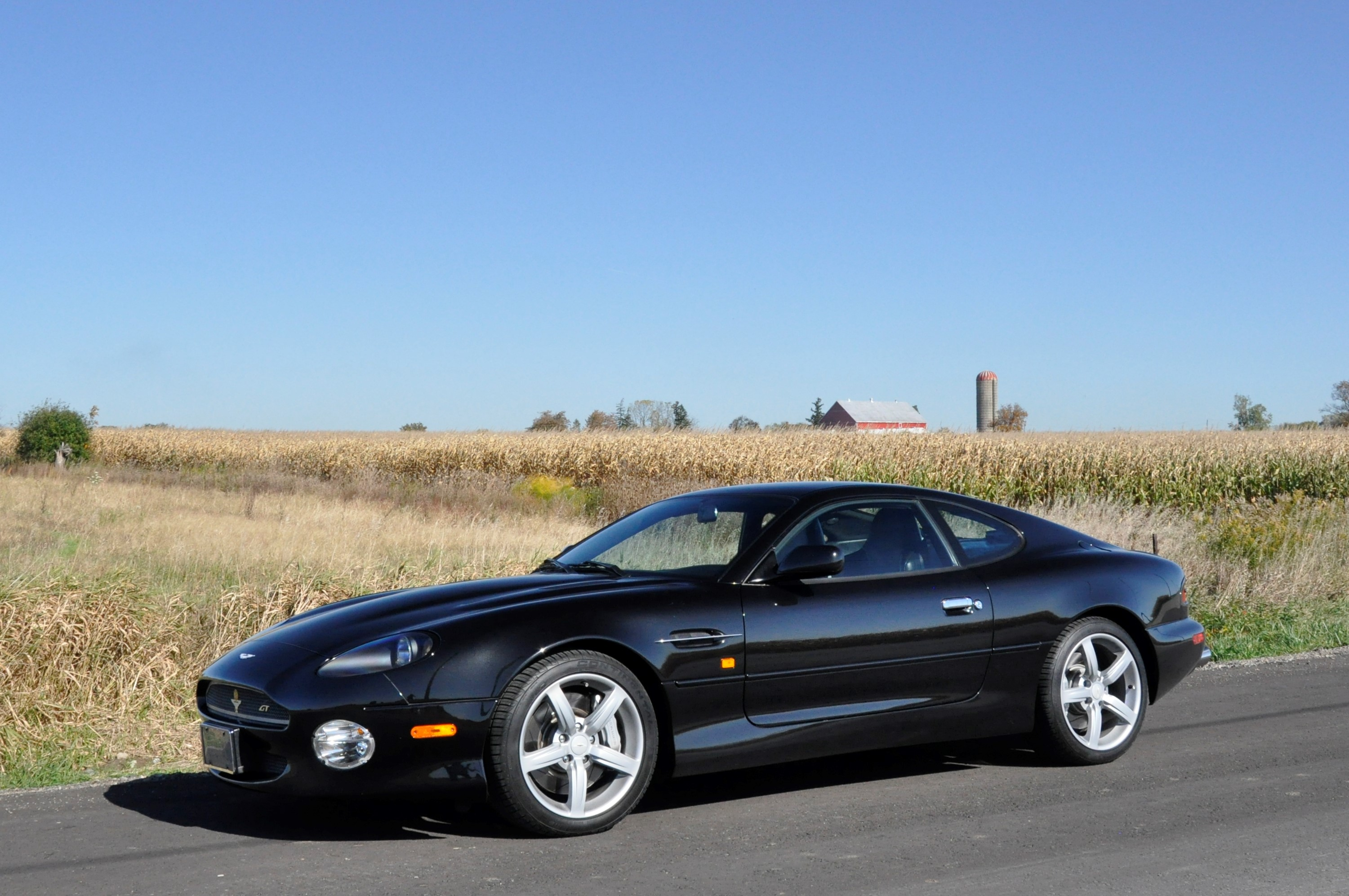
DB7 GT

Nel 2002 sono state commercializzate due nuove varianti chiamate V12 GT e V12 GTA (questa dotata di una trasmissione automatica). Era essenzialmente una versione migliorata del motore (441 CV e 560 Nm di coppia) della Vantage.
Esteticamente, confrontata con la Vantage, ha una griglia nella parte anteriore del frontale, gli sfiati nel cofano, un alettone sul cofano posteriore, la leva del cambio in alluminio, nuovi cerchi, e in opzione la plancia in fibra di carbonio. I freni a disco ventilati (anteriori da 355 mm, posteriori da 330 mm) sono costruiti da Brembo.

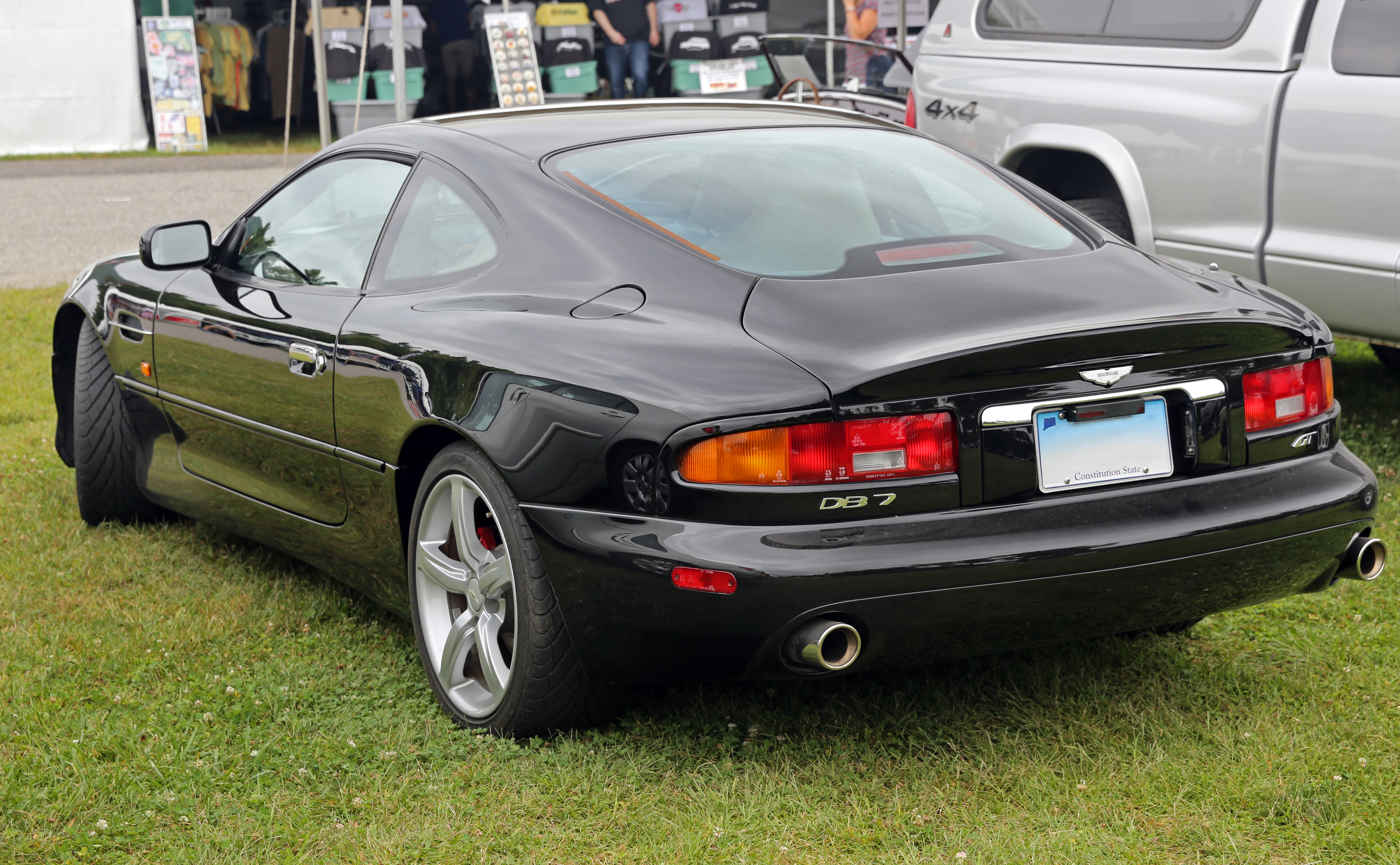
Retro DB7 GT

## Modelli speciali
Dalla DB7 sono stati prodotti tre modelli speciali derivati:
- Aston Martin DB7 Zagato
- Aston Martin DB AR1
- Italdesign Twenty-Twenty

## Edizioni speciali
Sono state costruite varie edizioni speciali:
DB7 I6
- 1998 Alfred Dunhill Edition — 78 "platinum metallic" con humidor incorporato
- 1998 Neiman-Marcus Edition — 10 special black per il catalogo di Natale 1998 di Neiman-Marcus
- 1999 Stratstone Edition — 19 special black, 9 coupé e 10 Volante
- 1998 Beverly Hills Edition — 6 "Midnight Blue", 2 coupé e 4 Volante

DB7 V12 Vantage
- 2002 Jubilee Limited Edition — 24 "jubilee blue" (19 RHD, 5 LHD) per celebrare il Giubileo d'oro della Regina Elisabetta II
- 2002 Keswick Limited Edition — un piccolo numero di "nero daytona"
- 2003 Anniversary Edition — 30 (ne erano state annunciate 100) "slate blue" per celebrare la fine della produzione della DB7

## Attività sportiva
Della DB7 venne realizzata anche un prototipo da competizione per valutarne le effettive capacità agonistiche. Realizzata su progetto di Andy Wallace e denominata DB7 GT, era dotata di un propulsore TWR 6 cilindri 3.2 potenziato a 370 cv e aveva un peso minore rispetto alla versione di serie grazie all'eliminazione di tutti gli elementi superflui per le competizioni sportive. Il cofano motore era realizzato in alluminio per contenere ulteriormente il peso. Nonostante gli esiti positivi dei test, il progetto venne accantonato a causa di un taglio dei fondi erogati dalla Ford, al tempo proprietaria della Aston Martin. Nonostante la chiusura del progetto, la Prodrive ne realizzò un secondo esemplare con le medesime caratteristiche, con la sezione frontale dipinta di rosso invece del giallo impiegato sulla prima vettura.

## Motorizzazioni
| Modello | Disponibilità       | Motore  | Cilindrata (cm³) | Potenza         | Coppia motrice massima (Nm) | Emissioni CO2 (g/Km) | 0–100 km/h (secondi) | Velocità max (Km/h) | Consumo medio (Km/l) |
| Coupé   | dal debutto al 2001 | Benzina | 3239             | 244 Kw (332 CV) | 490                         | n.d                  | 5.7                  | 274                 | 6.9                  |
| GTA     | dal 2002 al 2004    | Benzina | 5935             | 309 Kw (420 CV) | 542                         | 472                  | 5.1                  | 266                 | 4.5                  |
| Vantage | dal 1999 al 2004    | Benzina | 5935             | 309 Kw (420 CV) | 540                         | n.d                  | 5.0                  | 298                 | 5.1                  |
| GT      | dal 2002 al 2004    | Benzina | 5935             | 324 Kw (441 CV) | 556                         | 469                  | 5.0                  | 298                 | 4.8                  |